# 里奧尼多 (加利福尼亞州)
里奧尼多（英語：Rio Nido）是位於美國加利福尼亞州索諾馬縣的一個非建制地區。該地的面積和人口皆未知。

## 地理
里奧尼多的座標為38°31′16″N 122°58′37″W / 38.52111°N 122.97694°W，而該地的平均海拔高度為23米（即75英尺）。